# Paul Hawkins
 Paul Hawkins  va ser un pilot de curses automobilístiques australià que va arribar a disputar curses de Fórmula 1.
Va néixer el 12 d'octubre del 1937 a Melbourne, Austràlia i va morir el 26 de maig del 1969 en un accident disputant una cursa a Oulton Park, Cheshire, Anglaterra.

## A la F1
Paul Hawkins va debutar a la primera cursa de la temporada 1965 (la setzena temporada de la història) del campionat del món de la Fórmula 1, disputant l'1 de gener del 1965 el GP de Sud-àfrica al circuit d'East London.
Va participar en un total de tres proves puntuables pel campionat de la F1, disputades en una sola temporada (1965) aconseguint una novena posició com a millor classificació en una cursa i no assolí cap punt pel campionat del món de pilots.
Junt amb Alberto Ascari ha estat l'únic pilot a caure a les aigües del port de Montecarlo en la disputa del Gran Premi de Mònaco de Fórmula 1.

## Resultats a la Fórmula 1
| Any  | Equip                     | Xassís  | Motor  | 1     | 2      | 3   | 4   | 5   | 6   | 7       | 8   | 9   | 10  | Posició | Punts |
| ---- | ------------------------- | ------- | ------ | ----- | ------ | --- | --- | --- | --- | ------- | --- | --- | --- | ------- | ----- |
| 1965 | John Willment Automobiles | Brabham | Ford   | SUD 9 |        |     |     |     |     |         |     |     |     | -       | 0     |
| 1965 | DW Racing Enterprises     | Lotus   | Climax |       | MON 10 | BEL | FRA | GBR | HOL | ALE Ret | ITA | USA | MEX | -       | 0     |

### Resum
| Curses: | Victòries: | Pòdiums: | Poles: | Voltes ràpides: | Punts: |
| ------- | ---------- | -------- | ------ | --------------- | ------ |
| 3       | 0          | 0        | 0      | 0               | 0      |